# Гартц, Анатолий Андреевич
Анато́лий Андрее́вич Гартц (1885—1977) — учёный-конструктор в области боеприпасов, один из первых создателей и родоначальников направления бронебойных боеприпасов артиллерии. Ему принадлежит авторство спроектированных, отработанных и поставленных на вооружение Красной Армии ряда образцов боеприпасов, в том числе 45-мм бронебойного снаряда с канавками-локализаторами, имеющего повышенное бронебойное действие. По его предложению были проведены работы по созданию 76-мм бронебойного снаряда повышенной бронепробиваемости из новой стали 35ХГСА взамен принятого на вооружение в 1933 году бронебойного снаряда «грибовидной» формы.
В 1922 году под руководством Анатолия Андреевича Гартца было создано снарядное бюро Петрозавода в Ленинграде, а в 1926 году при Ленинградском заводе имени М. И. Калинина — конструкторское «Бюро по подготовке инженеров трубочному делу», руководителем которого стал В. Л. Дымман, а впоследствии В. И. Рдултовский.

## Биография

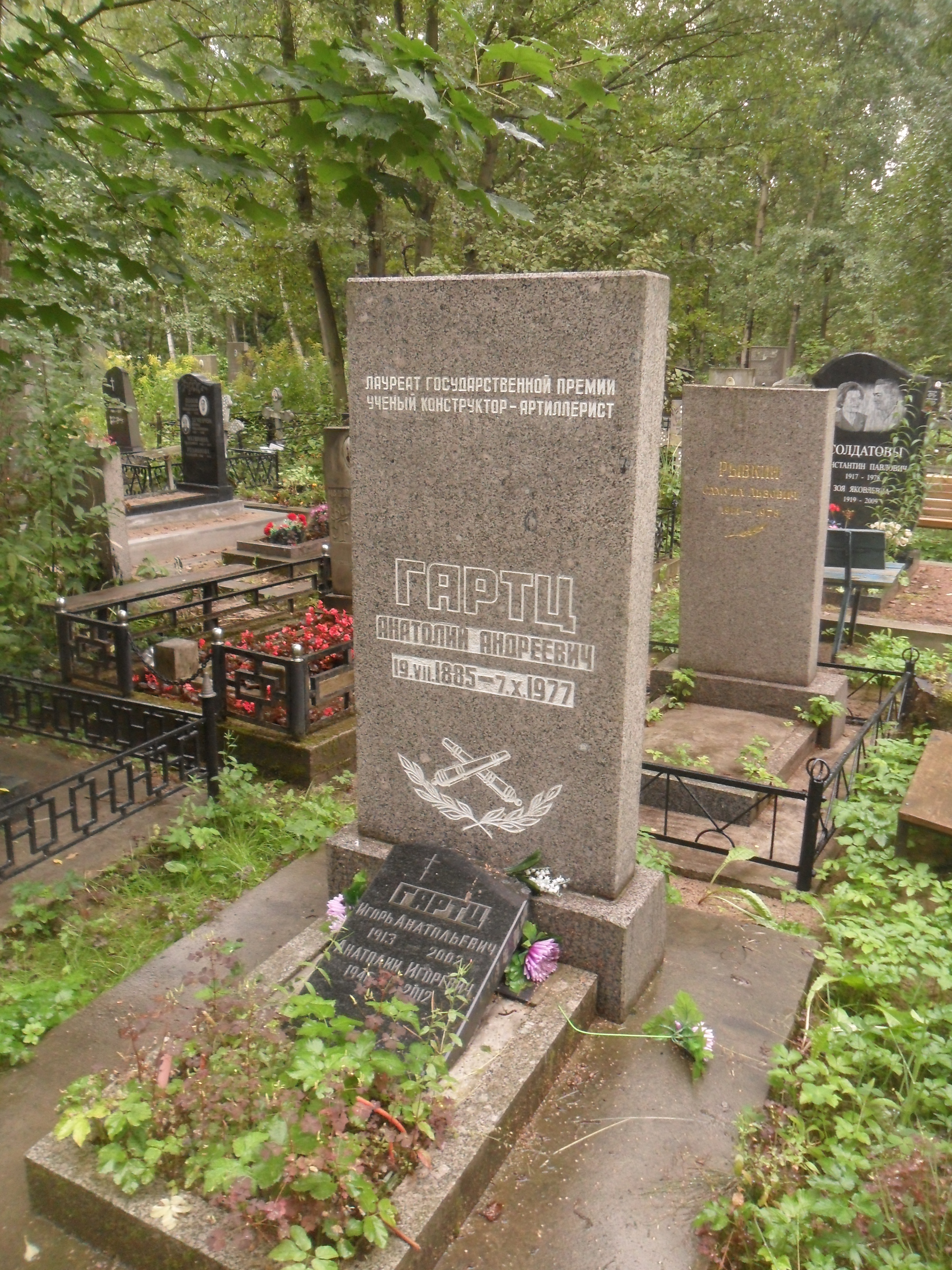
Могила Гартца на кладбище Памяти жертв 9 января в Санкт-Петербурге.

Анатолий Андреевич Гартц родился 7 (19) июля 1885 года в городе Екатеринодар в семье военнослужащего.
Видимо под влиянием отца — кадрового офицера русской армии А. А. Гартц тоже избирает себе военную карьеру и заканчивает сначала артиллерийское училище, а затем, в 1912 году, Михайловскую артиллерийскую академию.
До 1915 года он служит в войсках командиром взвода ЛЕЙБ-ГВАРДИИ 1-Й АРТИЛЛЕРИЙСКОЙ БРИГАДЫ (Был награждён за боевые заслуги: орденами с мечами и бантом Анны 4-й, 3-й и 2-й степени, Станислава 3-й, 2-й степени, и боевыми медалями), а с 1915 года работает на различных должностях (артприемщик, уполномоченный по производству снарядов) в ГАУ. С 1933 года судьба Анатолия Андреевича связана с НИСИ, его назначают начальником отдела Специального снарядного бюро (будущего Ленфилиала НИИ-24), а с 1943 года — начальником отдела Спецработ НИИ-24. Высокоэрудированный специалист-боеприпасник, А. А. Гартц являлся одним из выдающихся конструкторов в истории отечественной артиллерии.
Ему принадлежит авторство многих изобретений в этой области, среди них: бронебойный снаряд с канавками-локализаторами, снаряд бронебойный с грибообразной головной частью, бронебойно-кумулятивный снаряд двойного действия, первые отечественные кумулятивные снаряды, шрапнели различных конструкций, ВВ с алюминием, ракетный снаряд с О. В. с большой площадью поражения, особо прочные снаряды с малым фугасным зарядом В. В. и т. д.
Металлургами НИИ-24 было разработано 10 марок легированных сталей для изготовления бронебойных снарядов морской и сухопутной артиллерии, в том числе 35Х3НМ, 48Х3НМ, 60Х2Н2М и 6 марок специальных сталей для осколочно-фугасных снарядов, в том числе С-60, 45Х1, 48Х3, что повысило эффективность и технологичность изделий. Эта гигантская работа, выполненная НИИ-24 перед войной, сыграла решающую роль в деле быстрого развёртывания производства боеприпасов в первые годы Великой Отечественной войны.
В мае 1942 года, перед институтом были поставлены следующие задачи: Создание и отработка новых более эффективных противотанковых боеприпасов кумулятивных и бронебойных. Дело в том, что возросшая толщина брони на новых немецких танках и самоходных орудиях показала, что разработанные до войны противотанковые снаряды малоэффективны против таких танков, как появившиеся тогда «Тигр» и «Пантера».
Поэтому одной из важнейших задач, поставленных перед НИИ, была задача создания бронебойных и кумулятивных снарядов для пушек калибров 45-, 57-, 76-, 85-, 100- и 122-мм. По существу эти работы явились основой того огромного вклада, который институт, его конструкторы и технологи внесли в дело разгрома немецких танковых армий под Курском.
В 1941—1942 годах были сданы на вооружение и приняты в серийное производство 22 образца артиллерийских снарядов, среди них:
- 37-мм бронебойный снаряд к автоматической пушке З и К (конструктор Б. К. Орлов);
- 57-мм бронебойно-трассирующий снаряд инд. 53-БР-271СП к пушкам ЗИС-2 и ЗИС-4 (конструкторы Б. П. Векшин, Д. П. Беляков);
- 76-мм кумулятивный снаряд сталистого чугуна к полковой пушке образца 1927 г. и дивизионной пушке (конструкторы И. П. Дзюба, Н. П. Казейкин);
- 85-мм бронебойно-трассирующий снаряд инд. 53-БР-365 к зенитной пушке образца 1939 г. (конструкторы Д. П. Беляков, В. Я. Матюшкин);
- 122-мм бронепрожигающий (кумулятивный) снаряд сталистого чугуна (конструкторы И. П. Дзюба, Н. П. Казейкин).

1943 год явился своего рода переломным годом в Великой Отечественной войне.
Разгром немцев под Сталинградом, сокрушительный удар и уничтожение большого количества бронетанковой техники вермахта под Курском предопределили дальнейшее наступление Красной Армии, заложили фундамент для окончательной победы над фашистской Германией.
В соответствии с поставленными задачами по созданию новых мощных противотанковых средств, конструкторы и технологи НИИ-24, используя задел, полученный в 1942 году, все свои усилия направляют на выполнение работ по усовершенствованию конструкций бронебойных снарядов и изыскания новых принципов их действия. В это время появляется новый вид бронебойных снарядов вначале катушечного типа, а затем бронебойно-подкалиберный снаряд с отделяющимся поддоном.
За счёт применения в бронебойном снаряде сердечника малого диаметра и уменьшения массы всего снаряда удалось резко увеличить удельную энергию снаряда, при его ударе о броню, то есть повысить бронепробиваемость подкалиберных снарядов по сравнению с калиберными бронебойными снарядами на дальностях прямого выстрела. Однако применение одного типа снарядов не решало вопроса борьбы с возросшим бронированием танков. Этот вопрос был решен с появлением кумулятивных снарядов. Кумулятивный принцип действия заряда взрывчатого вещества, основанный на аккумулировании энергии взрыва, известный ранее, был с успехом использован в артиллерии впервые в ходе Великой Отечественной войны. С появлением кумулятивных снарядов маломощные пушки с малыми начальными скоростями выстрела по бронепробиваемости не уступали самым мощным пушкам того же калибра, стреляющими обычными бронебойными снарядами. За сравнительно короткий начальный период войны было разработано 24 новых образца снарядов различных типов, против которых не смогла устоять никакая броня вражеской техники [5].
В 1943 году в НИИ-24 было выполнено 53 темы, 2 прекращено, и 16 перешли на 1944 год. Принято на валовое производство 17 образцов боеприпасов.
Среди принятых на вооружение снарядов:
- 76-мм бронебойно-трассирующий остроголовый снаряд к новой пушке обр. 1943 г. ЗИС-5 (конструктор П. И. Барабанщиков, Д. П. Беляков, А. Ф. Камаев);
- 85-мм бронебойный остроголовый полнотелый снаряд инд.53-БР-365 сп (конструктор Д. П. Беляков);
- 152-мм бронебойный остроголовый снаряд к пушке обр. 1931 г. (конструктор Д. П. Беляков);
- 76-мм кумулятивный снаряд к полковым и дивизионным пушкам (конструкторы П. И. Барабанщиков, И. П. Дзюба);
- 76-мм бронебойный снаряд к дивизионным и танковым пушкам (конструкторы В. Я. Матюшкин, Д. П. Беляков);

В 1943 году было выполнено 6 крупных работ в области технологии. Эти работы были в первую очередь связаны с отработкой новых конструкций бронебойных снарядов.
В феврале 1944 года Указом Президиума Верховного Совета СССР институт за успехи, достигнутые по проектированию и принятию на вооружение новых образцов артиллерийских снарядов, награждён орденом Трудового Красного Знамени.
В 1945 году приняты на вооружение:
- 100-мм бронебойный снаряд индекс 53-БР-412 к самоходной пушке образца 1944 г. и противотанковой пушке (конструктор Д. П. Беляков);
- 122-мм бронебойно-трассирующий снаряд индекс 53-БР-471 к корпусным, самоходным и танковым пушкам (конструктор Д. П. Беляков);

В 1945 году проводится ряд научно-исследовательских работ направленных на:
- изучение действия бронебойных снарядов по бронеплитам, взаимодействия их с бронёй при ударе, вопросов проникания твердых сердечников в броню;
- исследование кумулятивного эффекта взрыва и путей повышения бронебойного действия кумулятивных снарядов;
- изыскание оптимальных параметров 76-мм, 107-мм, 122-мм и 152-мм кумулятивных снарядов;
- применение рентгенографических методов исследований при испытании снарядов стрельбой.

Закончился 1945 год, год окончания Великой Отечественной войны, год Победы советского народа в тяжелой битве против немецкого фашизма. Год, который явился итогом, подтвердившим мощь и качество русского оружия, в том числе снарядов, разработанных и созданных в НИИ-24.
Решающую роль в исходе таких сражений, как Сталинградская битва, сражение на Курской дуге сыграли снаряды, разработанные в институте.
Анализ танковых сражений Великой Отечественной войны, проведенный Наркоматом танковой промышленности СССР, показал, что 85 % всех вражеских танков выведено из строя снарядами, созданными в НИИ-24.
333,3 миллиона снарядов, произведенных промышленностью в годы войны, были сделаны по чертежам и с участием специалистов института.
За период с 1941 по 1945 год было выполнено 286 конструкторских и 207 технологических работ.
Только лишь в завершающий период войны коллектив института отработал, сдал на вооружение и внедрил в производство свыше 50-ти образцов снарядов различных калибров: кумулятивных, бронебойных, осколочных, фугасных, авиационных, зенитных и др.
Жил в Ленинграде. Умер 7 октября 1977 года. Похоронен на кладбище Памяти жертв 9-го января.

## Награды и премии
- орден Трудового Красного Знамени
- орден Красной Звезды
- медали
- Сталинская премия II степени (14 марта 1941) — за изобретение нового типа боеприпасов